# Dawson County (Nebraska)
Dawson County ist ein County im US-Bundesstaat Nebraska. Der Verwaltungssitz (County Seat) ist Lexington, das nach der Schlacht von Lexington im amerikanischen Revolutionskrieg benannt wurde.

## Geographie
Das County liegt südlich des geografischen Zentrums von Nebraska und hat eine Fläche von 2640 Quadratkilometern, wovon 16 Quadratkilometer Wasserfläche sind. Es grenzt an folgende Countys:
|                 | Custer County |                |
| Lincoln County  |               | Buffalo County |
| Frontier County | Gosper County | Phelps County  |

## Geschichte
Das Dawson County wurde 1860 auf ehemaligem Indianerland gebildet. Benannt wurde es nach John Littleton Dawson (1813–1870), einem Abgeordneten des Repräsentantenhauses der Vereinigten Staaten (1851–1855, 1863–1867).
Acht Bauwerke des Countys sind im National Register of Historic Places eingetragen (Stand 10. Februar 2018).

## Demografische Daten
Nach der Volkszählung im Jahr 2010 lebten im Dawson County 24.326 Menschen in 8.821 Haushalten. Die Bevölkerungsdichte betrug 9,3 Einwohner pro Quadratkilometer. In den 8.821 Haushalten lebten statistisch je 2,78 Personen.
Ethnisch betrachtet setzte sich die Bevölkerung zusammen aus 78,0 Prozent Weißen, 3,1 Prozent Afroamerikanern, 0,8 Prozent amerikanischen Ureinwohnern, 0,6 Prozent Asiaten sowie aus anderen ethnischen Gruppen; 2,1 Prozent stammten von zwei oder mehr Ethnien ab. Unabhängig von der ethnischen Zugehörigkeit waren 31,8 Prozent der Bevölkerung spanischer oder lateinamerikanischer Abstammung.
30,3 Prozent der Bevölkerung waren unter 18 Jahre alt, 56,9 Prozent waren zwischen 18 und 64 und 12,8 Prozent waren 65 Jahre oder älter. 49,0 Prozent der Bevölkerung war weiblich.

Das jährliche Durchschnittseinkommen eines Haushalts lag bei 40.048 USD. Das Prokopfeinkommen betrug 18.853 USD. 14,8 Prozent der Einwohner lebten unterhalb der Armutsgrenze.

## Städte und Gemeinden
| Citys - Cozad - Gothenburg - Lexington | Villages - Eddyville - Farnam - Overton - Sumner |

Unincorporated Communitys
- Darr
- Willow Island